# القوم القدامى
«القوم القدامى» هو الاسم الذي أطلقه الناشرون على قصة وجدت في الرسالة التي أرسلها كاتب خيال الرعب الأمريكي هوارد فيليبس لافكرافت إلى دونالد واندري في 3 نوفمبر 1927. قرأ المؤلف فرانك بيلكناب لونغ هذا الحلم أيضًا، وطلب من لافكرافت الاذن بإدراجها في قطعة من روايته الخاصة، والتي وافق عليها لافكرافت، وهي جزء من رواية «الرعب من التلال».
إنه تسجيل لحلم، حيث بطل الرواية مسؤول عسكري روماني في بلدة فاسكون بالقرب من بومبلو. يٌدمر الريف، كل عام، من قبل سكان التلال الرهيبين الذين يختطفون المواطنين ويؤدون طقوسًا قاسية في يوم السبت. يرغب الراوي في قيادة حملة عسكرية لسحق قوم التلال، حيث أن الشعور بالاقتراب من الشر يغطي الريف، بسبب أعمال شغب بين المواطنين وسكان التلال. جاء قوم التلال للتجارة، ومع ذلك قُتل بعضهم وبعد ذلك، لم تحدث أي حالات اختفاء قبل يوم السبت. ويتم التوجيه بالإغارة بواسطة ابن محلي المولد لأبوين رومانيين. ومع إقتراب الرومان من مقر طقوس السبت، يهاجمهم شيء فضيع وفي لحظة تحدث أشياء مروعة:
«لقد قتل نفسه عندما صرخت الخيول. . . هو الذي ولد وعاش كل حياته في تلك المنطقة، وعرف ما يهمس به الرجال عن التلال. الآن بدأت كل المصابيح في التعتيم، واختلطت صرخات الجنود الخائفين بالصراخ المستمر للخيول المقيدة. أصبح الهواء أكثر برودة بشكل ملحوظ، وفجأة أكثر من المعتاد على حافة شهر نوفمبر، ويبدو أنه تُحركه تموجات رهيبة التي لا تساعدني في التواصل مع صفيق الأجنحة الضخمة».
تنتهي القصة باستيقاظ الراوي وادعى أنه «كان الحلم الأكثر حيوية منذ سنوات، مستوحى من آبار العقل الباطن التي لم يمسها أحد ومنسية منذ أمد بعيد» .

## روابط خارجية
- ُالقوم القدامى عنوان مُدرج في قاعدة بيانات الخيال التأملي على الإنترنت